# Indonésia nos Jogos Paralímpicos de Verão de 2012
A Indonésia foi um dos participantes dos Jogos Paralímpicos de Verão de 2012, realizados na cidade de Londres, no Reino Unido.

## Desempenho

### Levantamento de peso
Feminino
| Atletas            | Evento | Resultado | Posição |
| ------------------ | ------ | --------- | ------- |
| Ni Nengah Widiasih | -40 kg | 78,0      | 5º      |